# Europska dvoranska prvenstva u atletici
Europska dvoranska prvenstva u atletici ili Europska atletska prvenstva u dvorani atletsko je natjecanje koje se održava svake dvije godine pod vodstvom EAA-e. Prvo izdanje pod ovim nazivom održano je 1970. u austrijskom glavnom gradu Beču, dok je četiri godine prije održano natjecanje opod nazivom Europske dvoranske igre.
Do 1990. natjecanje se održavalo svake godine, a od tog izdanja održavaju se dvogodišnje. Iznimka je bila trogodišnja razlika između prvenstva održanog 2002. u Beču i 2005. u Madridu, zbog usklađivanja s drugim atletskim natjecanjima.
Atletičari se natječu u skakačkim disciplinama i bacanju kugle, te kraćim utrkama, odnosno u onim disciplinama koje se mogu održavati u dvorani. neke discipline, poput utrke na 60 metara, održavaju se samo na dvoranskim prvenstvima ne i otvorenim.

## Vanjske poveznice
- EAA-ine službene stranice (engl.)